# Procopius aeneolus
Procopius aeneolus là một loài nhện trong họ Corinnidae.
Loài này thuộc chi Procopius. Procopius aeneolus được Eugène Simon miêu tả năm 1903.